# 朝日新聞福岡本部

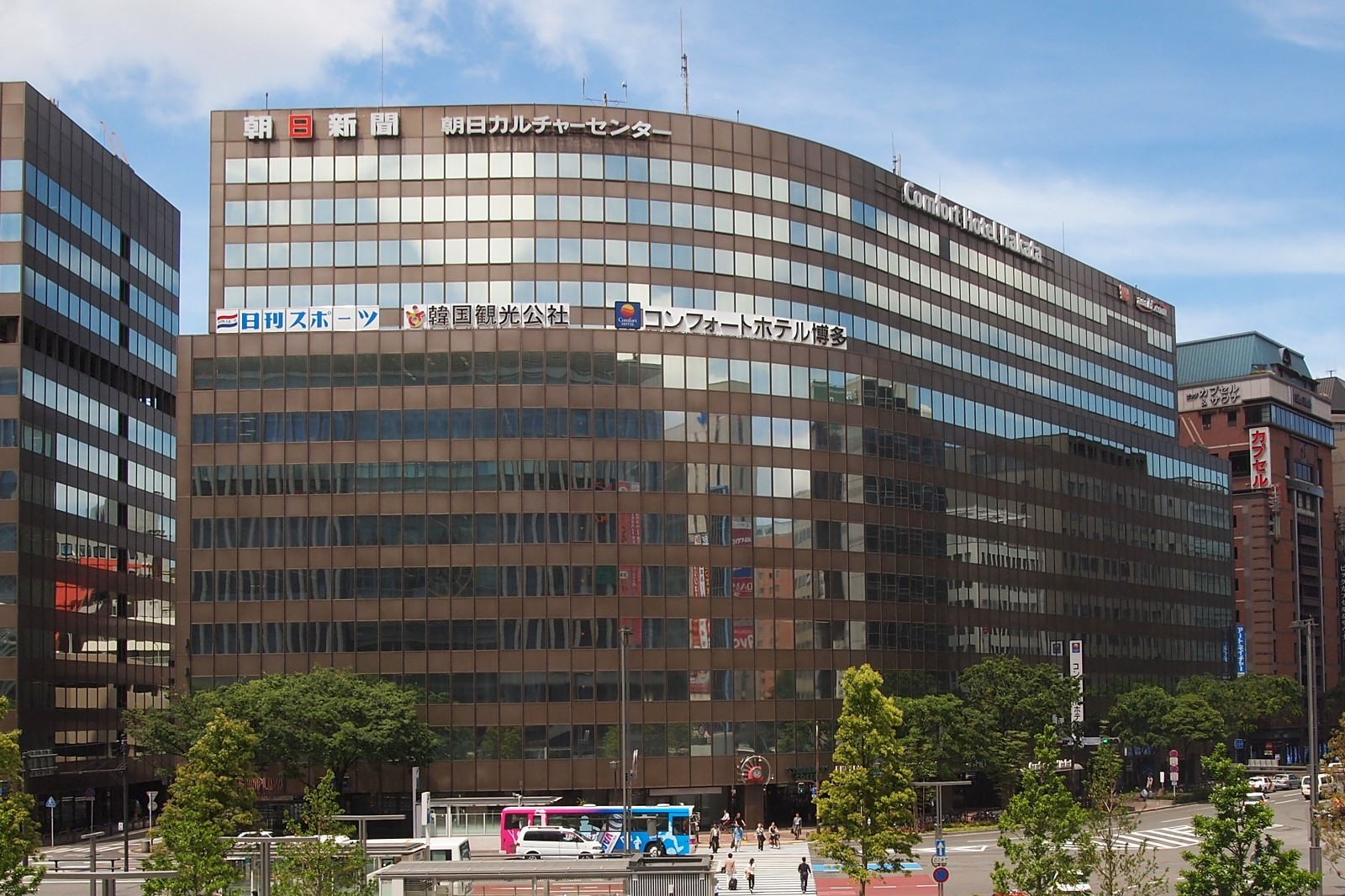
朝日新聞福岡本部

朝日新聞福岡本部（あさひしんぶんふくおかほんぶ）は朝日新聞西部本社管轄下の組織であり、朝日新聞西部本社版を編集・制作・発行する上での重要拠点である。福岡県福岡市博多区博多駅前2-1-1に位置する。

## 概要
当初は福岡総局として設置されていたが、九州全域（沖縄県を含む）と山口県を対象エリアとする西部本社の取材機能をサポートするために組織改編された。西部本社版の編集・制作は福岡本部で行われているが、東京本社管轄下の北海道支社とは異なり、独自の新聞版（福岡本部版）は発行していない。これは、登記上の支店（地域本社）が西部本社（福岡県北九州市小倉北区室町1-1-1リバーウォーク北九州内）だからである。
福岡本部が入居する「福岡朝日ビル」には朝日新聞系の日刊スポーツ新聞西日本西部本社も入居している。

## 沿革
- 1970年（昭和45年）2月10日 - 福岡朝日ビルが博多駅前に完成。福岡総局が天神にあった旧福岡朝日ビルから移転する[1]。
- 1989年（平成元年） - 「福岡総局」を「福岡本部」に格上げ。
- 1996年（平成8年） - 西部本社の編集・新聞制作機能が福岡本部に移転。